# Гратероль, Джоэль
Джоэ́ль Дави́д Гратеро́ль Наде́р (исп. Joel David Graterol Nader; 13 февраля 1997, Венесуэла) — венесуэльский футболист, вратарь клуба «Америка» Кали и сборной Венесуэлы.

## Карьера

### Клубная
Гратероль начал футбольную карьеру в клубе «Карабобо», за основной состав которого он дебютировал 23 марта 2015 года во встрече с «Каракасом». Следующую встречу голкипер провёл через полтора года против «Трухильяноса», вновь сумев не пропустить ни одного мяча.

### В сборной
В 2017 году Джоэль принял участие в Молодёжном чемпионате Южной Америки. Гратероль был в заявке на турнир, но на поле так и не появился.